# Volker Kutscher
Volker Kutscher (nascuda el 26 de desembre de 1962 a Lindlar, Alemanya) és un novel·lista alemany, conegut per la seva sèrie de novel·les protagonitzades per Gereon Rath ambientades al Berlín de la dècada de 1920, i que s'han adaptat com a sèrie televisiva amb el nom de Babylon Berlin.

## Biografia
A la universitat, Kutscher va estudiar alemany, filosofia i història, i més tard va treballar com a editor de diari abans de començar la seva carrera com a novel·lista. El 1996 va publicar la seva primera novel·la policíaca Bullenmord, ambientada a la seva regió natal, el comtat de Bergisch. Actualment viu a Colònia i es dedica en exclusivitat a escriure.

## Obra publicada
- 1996. Bullenmord. Colònia. Emons Verlag. ISBN 978-3-924-49187-1
- 1998. Vater unser. Der bergische Krimi. Colònia. Emons Verlag. ISBN 978-3-897-05131-7
- 2003. Der schwarze Jakobiner. Colònia. Emons Verlag. ISBN 978-3-897-05313-7

### Sèrie Gereon Rath
- 2008. Der nasse Fisch. Gereon Raths erster Fall. Colònia. Kiepenheuer & Witsch. ISBN 978-3-462-04022-7
- 2009. Der stumme Tod. Gereon Raths zweiter Fall. Colònia. Kiepenheuer & Witsch. ISBN 978-3-462-04074-6
- 2010. Goldstein. Gereon Raths dritter Fall. Colònia. Kiepenheuer & Witsch. ISBN 978-3-462-04238-2
- 2012. Die Akte Vaterland. Gereon Raths vierter Fall. Colònia. Kiepenheuer & Witsch. ISBN 978-3-462-04466-9
- 2014. Märzgefallene. Gereon Raths fünfter Fall. Colònia. Kiepenheuer & Witsch. ISBN 978-3-462-04707-3
- 2016. Lunapark. Gereon Raths sechster Fall. Colònia. Kiepenheuer & Witsch. ISBN 978-3-462-04923-7
- 2017. Moabit. Galiani Berlin. Colònia. Kiepenheuer & Witsch. ISBN 978-3-86971-155-3 (preqüela)
- 2018. Marlow. Der siebte Rath-Roman. Múnic. Piper. ISBN 978-3-492-05594-9
- 2020. Olympia. Der achte Rath-Roman. Múnic. Piper. ISBN 978-3-492-07059-1
- 2021. Mitte. Colònia. Galiani Berlin. ISBN 978-3-86971-246-8
- 2022. Transatlantik. Gereon Raths neunter Fall. Múnic. Piper. ISBN 978-3-492-07177-2

### Còmic
- 2017. Der nasse Fisch. Hamburg. Carlsen. ISBN 978-3-551-78248-9. adaptació de la novel·la homònima juntament amb Arne Jysch.

### Guions
- 2009. Ladylike – Jetzt erst recht!.
- 2010. Rot wie der Tod, episodi de la sèrie alemanya Einsatz in Hamburg.
- 2017. Babylon Berlin.

## Premis i reconeixements
- 2010 - Premi Burgdorfer Krimitage per Der stumme Tod.[4]

## Adaptació a la televisió
A mitjans de la dècada de 2010, un equip d'escriptors i directors format per Tom Tykwer, Achim von Borries i Hendrik Handloegten va utilitzar les novel·les de Kutscher com a base per a la sèrie televisiva Babylon Berlin. La sèrie es va estrenar al canal alemany Sky1 el 13 d'octubre de 2017, i el 17 de juliol de 2023 la sèrie es va estrenar en català a TV3.
Les temporades 1 i 2 fan una adaptació lliure del primer llibre de la sèrie, Der nasse Fisch. La 3a temporada extreu material del segon llibre, Der stumme Tod, en particular la trama d'una actriu assassinada per un llum que cau, però té moltes altres diferències. La 4a temporada difereix fortament en la representació del gàngster americà Goldstein.
L'adaptació ha rebut diversos premis i reconeixements i ha portat els llibres de Kutscher a un públic internacional. Entre els premis aconseguits cal destacar el Premi Bambi en la categoria de Millor sèrie de l'any, quatre premis al Deutscher Fernsehpreis, un premi Grimme o una Goldene Kamera per al protagonista, l'actor Volker Bruch. En l'edició del 2019, l'Acadèmia de Cinema Europeu va concedir a la sèrie el premi inaugural als Premis del Cinema Europeu.